# Robert Ellrodt

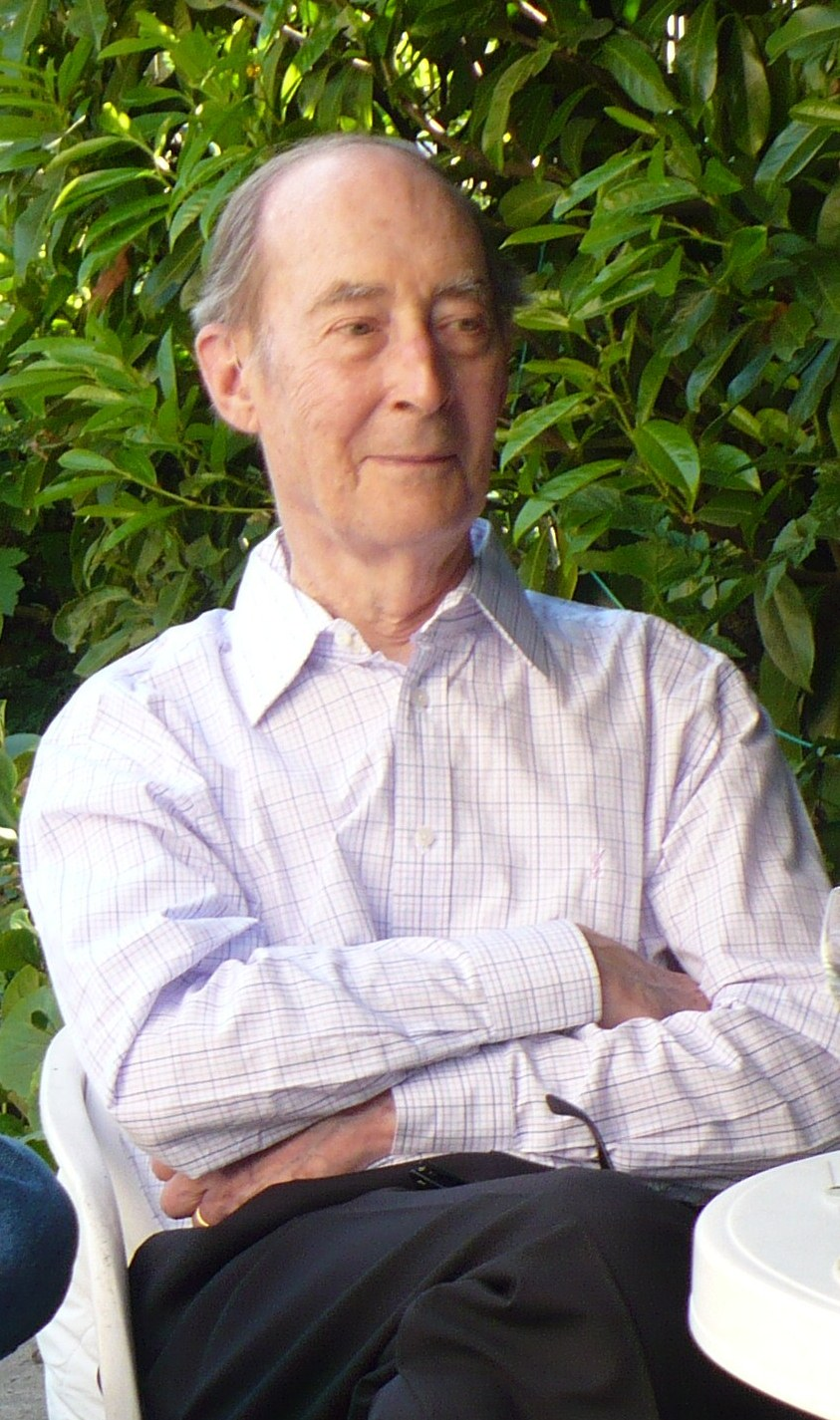
Robert Ellrodt im Jahre 2010

Robert Ellrodt (* 10. Juli 1922 in Luchon; † 8. Oktober 2015 oder 11. Oktober 2015) war ein französischer Anglist und Shakespeare-Gelehrter. Ellrodt war emeritierter Professor für englische Sprache und Literatur an der Universität Paris III. Seine wissenschaftlichen Schwerpunkte waren  die englische Literatur des 16. und 17. Jahrhunderts, die Romantik und das englische Renaissance-Theater.

## Akademischer Lebenslauf
1945 erhielt Ellrodt die Lehrbefugnis für das Fach Englisch an Gymnasien und im Jahr 1946 erhielt er ein Stipendium der Fondation Thiers. 1959 wurde er an der Sorbonne über das Thema Les Poètes Métaphysiques anglais au XVIIe siècle („die metaphysischen englischen Dichter im 17. Jahrhundert“) promoviert. Von 1946 bis 1949 erhielt Ellrodt ein Forschungsstipendium des CNRS. Er arbeitete danach an der Universität von Poitiers (1949–1950), der Universität von d'Alger (1950–1957) und wurde dann Professor an der Universität von Toulouse. Von 1961 bis 1966 leitete er das „Collège franco-britannique“ an der „Cité internationale“ der Sorbonne. 1966 nahm er einen Ruf an die Universität von Nizza an, wo er von 1967 bis 1971 Dekan war. 1975 kehrte er an die „Sorbonne Nouvelle“ zurück, deren Präsident er von 1986 bis 1991 war. Er war 1967–1982 und 1984–1991 gewähltes Mitglied im Conseil national des universités und im Conseil national de l'enseignement supérieur et de la recherche. Er war Ehrenvorsitzender der französischen Anglistenvereinigung, der französischen Gesellschaft zu Erforschung der anglo-amerikanischen Literatur des 17. und 18. Jahrhunderts und Vizepräsident der französischen Shakespeare-Gesellschaft. Seit 1986 war er korrespondierendes Mitglied der British Academy und seit 1990 Mitglied der Academia Europaea.

## Buch-Veröffentlichungen
- A Midnight's Trance. By William Drummond. Ed. R. Ellrodt (Oxford: Blackwell, 1950).
- Neoplatonism in the Poetry of Spenser  (Genève: Droz, 1960).
- L'inspiration personnelle et l'esprit du temps chez les poètes métaphysiques anglais, 3 vols (Paris: Corti, 1960;  vols 1 et 2 rééd. 1973).
- Seven Metaphysical Poets: A Structural Study of the Unchanging Self (Oxford  University  Press,  2000).
- John Donne. Poésie. Traduction, présentation et notes de R. Ellrodt (Paris: Imprimerie Nationale, 1993).
- John Milton. Le Paradis Perdu. Traduction de Chateaubriand. Préface  et notes de  R. Ellrodt  (Paris: Gallimard, 1995).
- John Keats. Poèmes. Traduction et présentation de R. Ellrodt (Imprimerie Nationale, 2000).
- Shelley. Poèmes. Traduction et présentation de R. Ellrodt (Imprimerie Nationale et Actes Sud, 2006).
- Montaigne et Shakespeare : l’émergence de la conscience  moderne (Paris, Éditions Corti, 2011).

## Ehrungen
- Offizier der Ehrenlegion (O. LH)
- Commandeur des Palmes
- Commander of the British Empire (CBE)